# Ananca collaris
Ananca collaris es una especie de coleóptero de la familia Oedemeridae.

## Distribución geográfica
Habita en Oahu (Hawái).